# Klein-Resede
Die Klein-Resede (Reseda phyteuma), auch Rapunzel-Resede, Teufelskrallen-Resede oder Rapunzel-Wau genannt, ist eine Pflanzenart aus der Gattung Reseda in der Familie der Resedagewächse (Resedaceae).

## Beschreibung

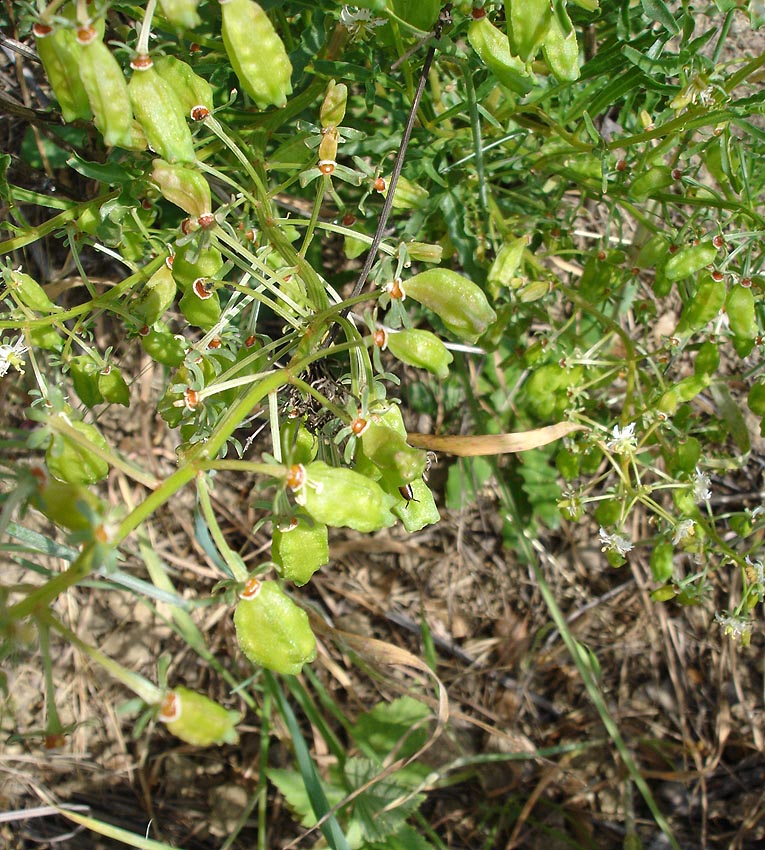
Früchte

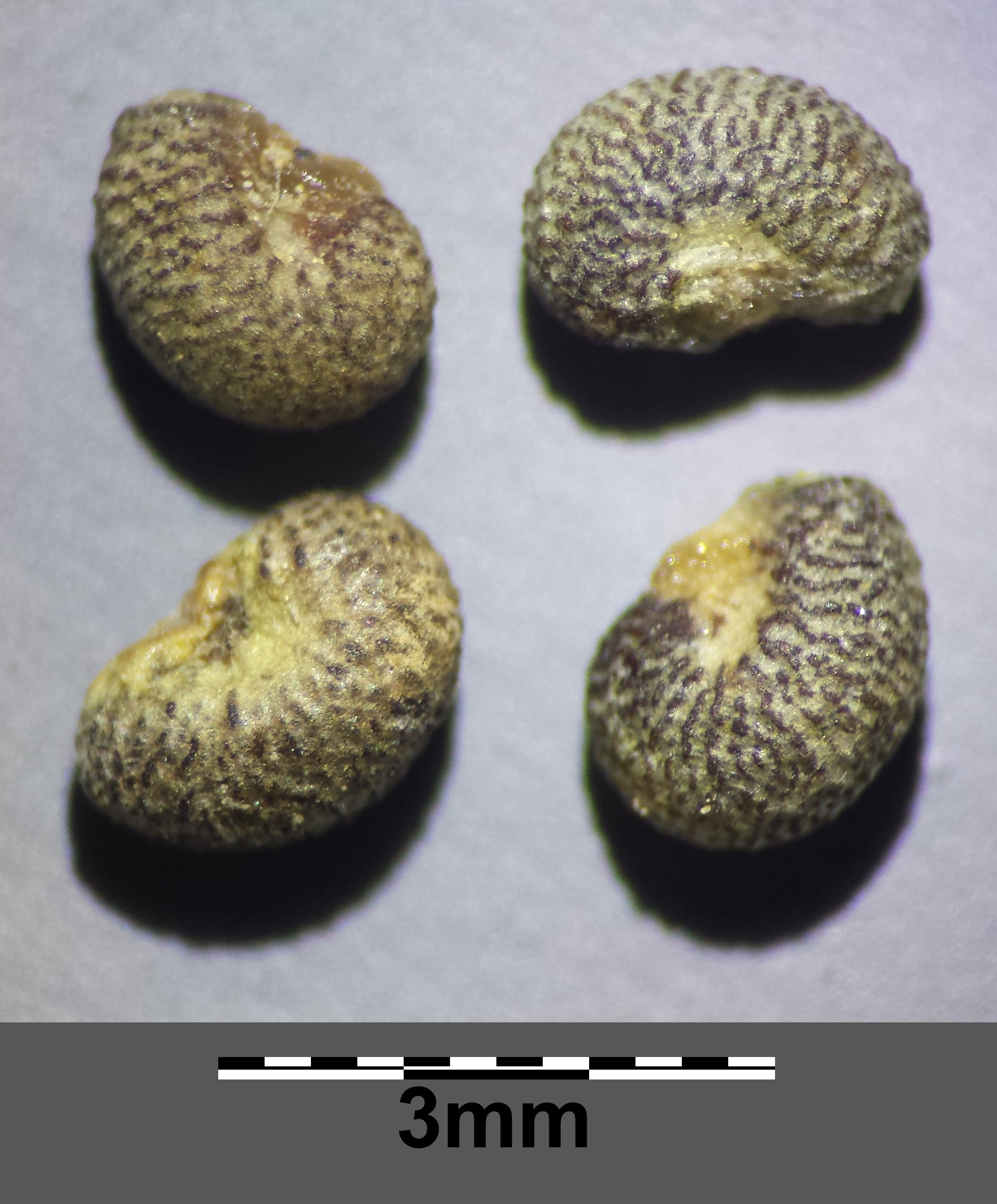
Samen

### Vegetative Merkmale
Die Klein-Resede ist eine einjährige krautige Pflanze und erreicht Wuchshöhen von 10 bis 40 Zentimetern. Ihr Stängel ist aufrecht oder aufsteigend und vom Grunde an ausgebreitet-ästig.
Die einfachen Laubblätter sind wechselständig angeordnet. Die unteren Laubblätter sind spatelförmig und ungeteilt, die oberen meist dreizählig gespalten mit unregelmäßig knorpelzähnigem Rand.

### Generative Merkmale
Die Blühzeit reicht in Mitteleuropa je nach Standort von Mai oder Juni bis September. Der dichte, später verlängerte traubige Blütenstand enthält 15 bis 25 Blüten. Die Blütenstiele sind mindestens 2,5 Millimeter lang.
Die meist zwittrigen Blüten sind zygomorph mit doppelter Blütenhülle. Die sechs Kelchblätter sind zur Blütezeit 4 Millimeter lang und zur Zeit der Fruchtreife stark vergrößert und dann bis zu 10 Millimeter lang. Die sechs Kronblätter sind weißlich oder grünlich-weiß und fiederschnittig zerschlitzt. Es sind 7 bis 25, bei einzelnen Exemplaren bis zu 40 Staubblätter vorhanden. Der oberständige Fruchtknoten ist einfächrig. Ein Griffel fehlt.
Die hängende Kapselfrucht ist 10 bis 16 Millimeter lang, keulenförmig und stumpf dreikantig mit drei kurzen Spitzen. Die Samen sind 2 bis 3 Millimeter lang und runzelig.

### Chromosomenzahl
Die Chromosomenzahl beträgt 2n = 12 oder 24.

## Ökologie
Bei der Klein-Resede handelt es sich um einen Therophyten. Die Samen wurden durch Ameisen verbreitet. Der Wulst am Samennabel ist ein Elaiosom.

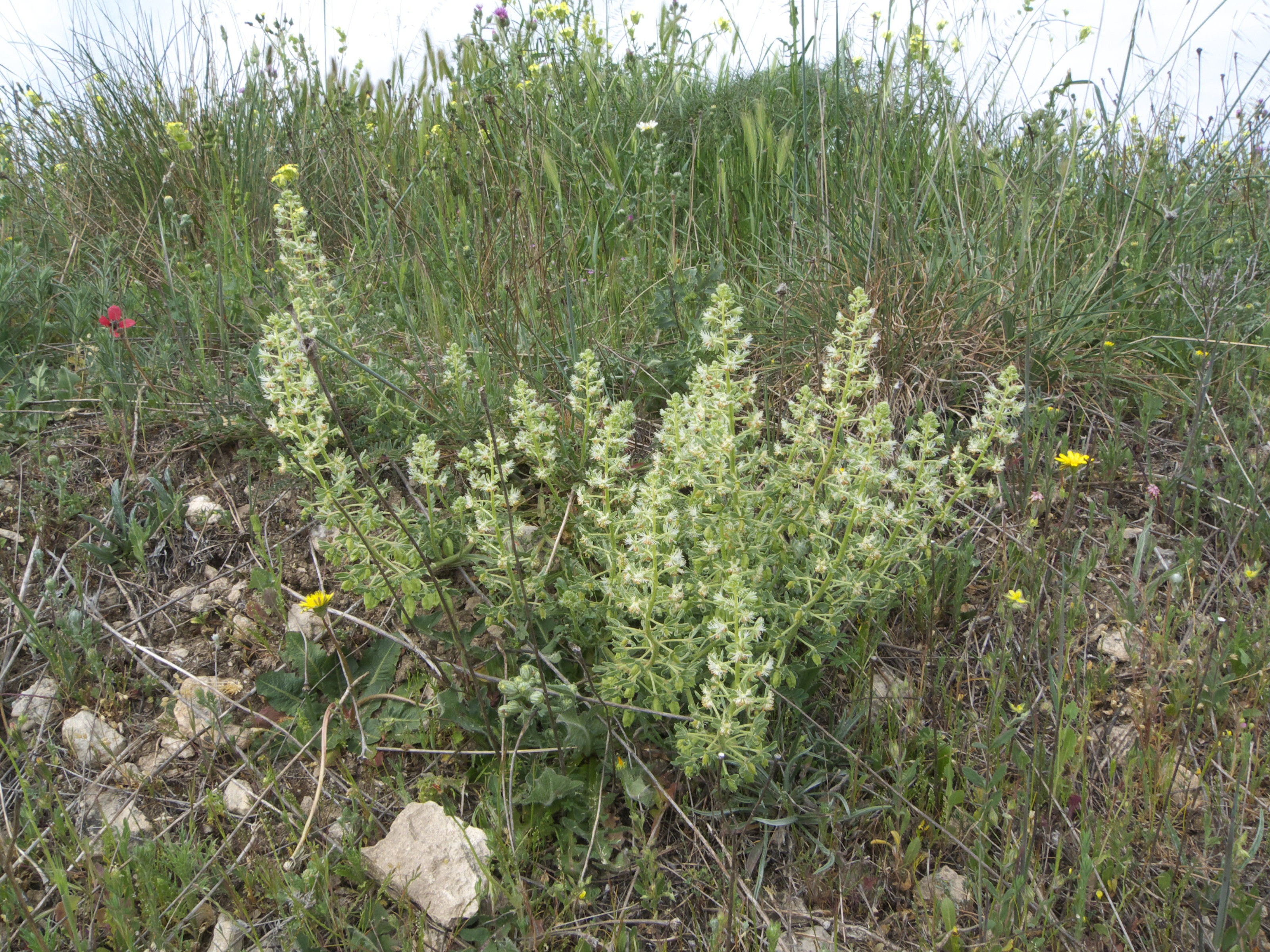
Habitus im Habitat

## Vorkommen und Gefährdung
Die Klein-Resede ist in Europa und im Mittelmeerraum verbreitet. Im deutschsprachigen Raum ist sie in Österreich sowie der Schweiz heimisch. Sie tritt in Deutschland nur als unbeständiger Neophyt auf.
In Österreich tritt die Klein-Resede sehr selten und nur im pannonischen Gebiet der Bundesländer Niederösterreich und Burgenland auf. Aus Oberösterreich und der Steiermark sind nur unbeständige Vorkommen bekannt, in Wien und Salzburg ist die Art ausgestorben. Die Klein-Resede gilt in Österreich als stark gefährdet.
In Mitteleuropa gedeiht die Klein-Resede auf trockenwarmen Äckern, in Weingärten, auf Mauern und Ruderalflächen in der collinen bis submontanen Höhenstufe. Sie gedeiht auf warmen, trockenen, nährstoffreichen und basenreichen Lehm- und Steinböden. Sie kommt vor allem in Pflanzengesellschaften der Klasse Chenopodietalia vor.
Die ökologischen Zeigerwerte nach Landolt et al. 2010 sind in der Schweiz: Feuchtezahl F = 1 (sehr trocken), Lichtzahl L = 4 (hell), Reaktionszahl R = 4 (neutral bis basisch), Temperaturzahl T = 5 (sehr warm-kollin), Nährstoffzahl N = 4 (nährstoffreich), Kontinentalitätszahl K = 4 (subkontinental).

## Systematik
Die Erstveröffentlichung von Reseda phyteuma erfolgte durch Carl von Linné in Species Plantarum, Tomus 1, S. 449. Das Artepitheton phyteuma bezieht sich auf die Gattung der Teufelskrallen, zu denen eine Ähnlichkeit besteht. Linné hatte den Namen von Caspar Bauhin (1560–1624) übernommen.
Je nach Autor gibt es in Europa etwa zwei Unterarten:
- Reseda phyteuma L. subsp. phyteuma
- Reseda phyteuma subsp. rupestris (Lange) Aránega & Pajarón: Sie kommt nur in Spanien vor.